# Гриндейл (Хараре)
Гринде́йл (англ. Greendale) — пригород на востоке Хараре (Зимбабве). Расстояние от Гриндейла до столицы Зимбабве, Хараре, составляет примерно 8,0 км. В пригороде проживают жители народности шона и индийского происхождения.

## История
Первоначально территорию Зимбабве населяли народы, говорившие на койсанских языках, близкие по культуре современным их носителям — бушменам. В середине XIX века на территории Зимбабве были открыты залежи золота, и эти земли попали в зону интересов Британской империи. В 1888 году Сесиль Родс при посредничестве Джона Моффета заключил договор с Лобенгулой, наследником короля Мзиликази, который позволил британцам вмешиваться в экономику Матабелеленда (юго-западного Зимбабве, населённого народом матабеле).
В 1893 году Лобенгула начал вооружённое восстание против колонизаторов, жестоко подавленное наёмными отрядами премьер-министра Капской колонии С. Родса. Земли Матабеленда в результате подавления второго восстания матабеле в 1896—1897 годах были окончательно покорены британцами.
В 1899 году усилиями того же Родса Британская Южноафриканская компания получила право освоения обширных территорий, включающих нынешние Зимбабве и Замбию, с тех пор известных как соответственно Южная и Северная Родезия. В 1895 году войска компании вошли в Машоналенд (центр и север Зимбабве), что положило начало колонизации этих земель.
В 1896 — 1897 годах чёрное население (в первую очередь шона и ндебеле) восстало против британского владычества, но этот мятеж, известный как (Первая) Чимуренга, потерпел полный крах в первую очередь из-за катастрофического технологического разрыва. Уже с XX века начинается заселение Южной Родезии белыми поселенцами.
Отряд, направленный Британской Южно-Африканской компанией, основал город Хараре 12 сентября 1890 года как военную базу под названием Форт Со́лсбери.
К 1896 году более 1 035 041 акра (414 016 га) округа Солсбери (Хараре) были заняты европейскими поселенцами-фермерами, округ был почти полностью сельскохозяйственным. Одной из крупнейших ферм европейских поселенцев в округе Солсбери была ферма Миссия Чишаваша, принадлежавшая священникам-иезуитам. К югу от фермы Миссии Чишаваша находилась ферма Гриндейл, зарегистрированная и занятая немецким инженером Джорджем Хауптом 17 декабря 1892 года. Эта ферма производила продукты питания для Солсбери. Ферма продолжала работать до Второй мировой войны, когда на её территории появились городские участки.
Доподлинно неизвестно, как появилось название Гриндейл, дословно означающее «зелёная долина», но в 1890 году здесь выпало значительное количество осадков (по измерениям отца Хартманна — 63 дюйма, что примерно вдвое больше обычного среднего показателя в 850 мм в год). Это был рекорд, который продержался до сезона дождей 2008—2009 годов. К началу 1900-х годов территория была присоединена к городу Хараре и предназначалась для строительства жилых поселений.
С начала XXI века Зимбабве столкнулась с рядом проблем, в первую очередь из-за противоречивой национальной политики, приведшей к международной изоляции. Эта изоляция привела к общему параличу экономики страны по различным группам доходов. Гриндейл — это жилой район, который традиционно известен тем, что в нём проживают в основном жители Хараре с высоким и средним уровнем дохода. Однако, особенно в 2005 году, в этом районе наблюдался широкий приток малообеспеченных групп населения. Основной причиной такого развития событий стал толчок, вызванный неоднозначной операцией Мурамбатсвина, проведённой правительством в том же году. Впоследствии, благодаря этому толчку, оттесненные группы населения нашли новое жилье, особенно в бывших кварталах для прислуги в пригородах, которые теперь преимущественно занимают представители класса «мелкой африканской буржуазии». Первоначальные белые землепользователи должны были в основном покинуть свои дома из-за общей неблагоприятной и враждебной экономической и политической ситуации в стране.
Как и многие другие старые пригороды, окружающие Хараре, микрорайон Гриндейл был основан и застроен в 1940—1950-х годах. Крупные фермы и небольшие владения были разбиты на небольшие участки, в основном от одного до двух акров, и, как правило, на каждом участке был один дом. В то время дорожная сеть была достаточной для того, чтобы справиться с интенсивностью движения в этом районе. Для маленьких детей в районе была построена школа Кортни Селус, чуть позже — школа Грингроув, а для детей постарше — школы Ориел, Черчилль и Рузвельт. Были построены торговые центры, а рядом с муниципальными учреждениями — пожарная станция и библиотека. В то время этих объектов было более чем достаточно, чтобы удовлетворить нужды немногочисленного населения. С тех пор в пригороде почти ничего не развивалось, а некоторые объекты и вовсе пришли в запустение.
Власти, однако, отмечают рост числа комплексов кластерных домов, появившихся за последние несколько лет. В настоящее время строится комплекс рядом с новым магазином Pick’n Pay в торговом центре Камфинса, а также ещё два комплекса вдоль Гриндейл-Авеню рядом с продуктовым рынком и ещё один — рядом с Каннингем-Роуд. За последние несколько лет появились Coro Breezes и The Palms в верхней части Коронейшн-Авеню, а также новые жилые комплексы на Кеннеди-Драйв и на Россал-Авеню. Рядом с Камфинсой уже есть как минимум семь старых жилищных комплексов, два вдоль Гриндейл-авеню и несколько по обе стороны от отеля Red Fox.

## Достопримечательности
В юго-восточной части Гриндейла расположена Кливлендская плотина — уникальное пригородное водно-болотное угодье в биоме Замбези. Это крупнейшая охраняемая природная территория в Хараре, известная как ключевой очаг биоразнообразия и важная орнитологическая территория. Доминируют леса миомбо, кустарники, луга и водные растения, которые защищают водораздел. Эти водно-болотные угодья являются важным местом остановки, размножения и кормления тысяч перелётных птиц, включая Африканского блестящего чирка (Nettapus auritus), африканскую савку (Oxyura maccoa) и белую колпицу (Platalea alba). Среди других заслуживающих внимания видов — леопард (Panthera pardus), иероглифовый питон (Python sebae) и уязвимый наземный панголин (Smutsia temminckii). Плотина, водоемкость которой составляет 910 миллионов литров, находится в истоке реки Мукувиси, которая впадает в озеро Чиверо и оттуда поставляет большую часть питьевой воды в город Хараре и соседние города. Экосистемные услуги, предоставляемые плотиной Кливленд, включают очистку воды, борьбу с наводнениями и формирование почвы. Деятельность человека на территории объекта включает в себя рыболовство, сбор недревесных продуктов леса, наблюдение за птицами, катание на каноэ, туризм и пешие сафари.